# التعاون التركي والقوقازي والقوزاق والقرم مع قوى المحور

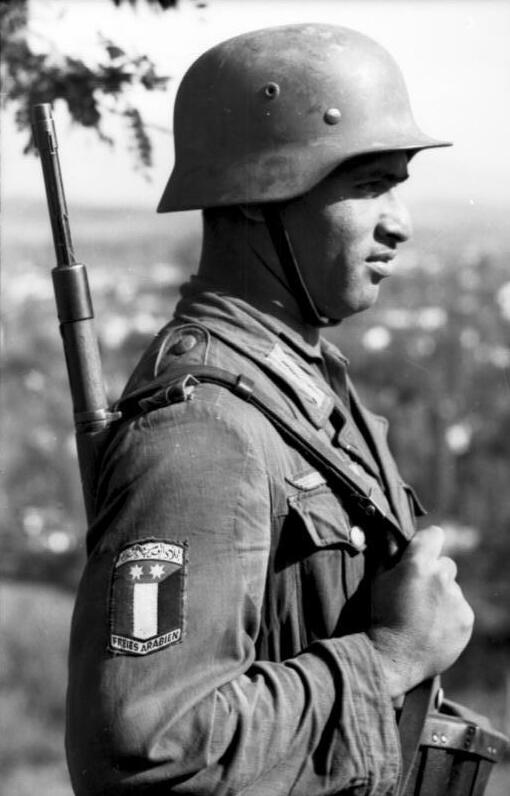
جندي من الفيلق العربي الحر في اليونان، سبتمبر 1943.

خلال الحرب العالمية الثانية، شاركت العديد من الوحدات العسكرية المكونة من متطوعين من غير الروس إلى جانب المحور على الجبهة الشرقية وغيرها من المسارح. كانت هذه الوحدات غالبًا تحت قيادة الضباط الألمان ونشرت بعض الصحف أوراقها الدعائية الخاصة.

## الشرق الأوسط وآسيا الوسطى
- جيش بلاد العرب الحرة (متطوعون عرب)
  - دويتش-أرابيش ليهر أبتيلونج (متطوعون عرب)
  - الألمانية-الأرابيش Bataillon Nr. 845 (متطوعون عرب)
- Osttürkischer Waffen-Verband der SS أو 1. Ostmuselmanisches SS-Regiment (متطوعو آسيا الوسطى )
- فريويليجن-ستام-فوج 1 (متطوعون أتراك)

## وحدات تطوعية مختلطة من القوقاز وآسيا الوسطى والقرم والأورال
- فافن-جروب تركستان
- فافن-جروب إيدل أورال
- فافن-جروب أذربيجان
- فافن-جروب كريم

## ممثل ألماني لوزارة الأراضي الشرقية المحتلة
- أوتو بروتيجام

## القادة السياسيون لآسيا الوسطى والقوقاز والقوزاق
- القوزاق أتامان الجنرال بيوتر كراسنوف
- القوزاق أتامان الجنرال أندريه شكورو
- القوزاق أتامان فاسيلي جلازكوف
- كالموك برينس تندوتوف